# Upplands runinskrifter 215
Upplands runinskrifter 215 är en vikingatida (från cirka 1100) runsten av sandsten som förut funnits i Vallentuna kyrka, Vallentuna socken och Vallentuna kommun. Ristningens text utgör början på den inskrift som fortsätter på U 214. Runstenens höjd är omkring 1,15 meter och dess bredd (nedtill) omkring 0,70 meter. Stenen förvaras på Statens historiska museum.

## Inskriften
Translitterering av runraden:
[þaniltr · uk · olfil](r) · [li](t)(u) s[t]ain × e(f)[tiʀ faþor · uk broþor sin ·]
Normalisering till runsvenska:
ʀagnhildr(?) ok Ulfhildr letu stæin æftiʀ faður ok broður sinn.
Översättning till nusvenska:
Ragnhild och Ulvhild läto [resa] stenen efter sin fader och broder.

## Inskriften på U 214
Inskriften fortsätter sålunda på U 214 i nusvensk översättning:

"... och Ingeberg efter sin make. Han drunknade i Holms hav. Hans knarr gick i kvav, endast tre kommo av."